# Pithanus hrabei
Pithanus hrabei är en insektsart som beskrevs av Jaroslav L. Stehlík 1952. Pithanus hrabei ingår i släktet Pithanus, och familjen ängsskinnbaggar. Arten är reproducerande i Sverige.